# Ne tuez pas Dolly
Pour plus de détails, voir Fiche technique et Distribution.
Ne tuez pas Dolly est un film policier français de première partie, réalisé par Jean Delannoy et sorti en 1937.

## Fiche technique
- Réalisation : Jean Delannoy
- Scénario : d'après le roman d'Henri La Barthe (alias Roger d'Ashelbé)
- Dialogues : Léon Guillot de Saix
- Directeur de la photographie : Paul Cotteret
- Compositeur : Pierre Blois
  - Chansons écrites par Léon Guillot de Saix et Ernest Repesse
- Directeurs de production : Junie Astor et Bernard de Latour
- Société de production : Astor Films
- Pays d'origine :  France
- Format :  Noir et blanc - 1,37:1 - 35 mm - son mono
- Genre : Policier
- Durée : 37 minutes
- Date de sortie : 1937

## Distribution
- André Roanne
- Annette Doria
- Pauline Carton
- Jean Tissier
- Madette Bedry : Dolly
- Joe Alex
- Gustave Hamilton